# Pınar Akyol
Pınar Akyol (* 2. Oktober 2003 in Eskişehir) ist eine türkische Leichtathletin, die sich auf das Kugelstoßen spezialisiert hat.

## Sportliche Laufbahn
Erste Erfahrungen bei internationalen Meisterschaften sammelte Pınar Akyol im Jahr 2019, als sie bei den U20-Balkan-Hallenmeisterschaften in Istanbul mit einer Weite von 15,71 m die Goldmedaille gewann. Anfang Juli siegte sie dann mit 16,15 m auch bei den U20-Balkan-Meisterschaften in Cluj-Napoca und sicherte sich kurz darauf mit 16,19 m die Silbermedaille bei den U20-Europameisterschaften in Borås. Anschließend siegte sie mit 17,88 m mit der 5-kg-Kugel beim Europäischen Olympischen Jugendfestival (EYOF) in Baku und wurde Anfang September mit 15,55 m Vierte bei den Balkan-Meisterschaften in Prawez. 2020 siegte sie mit 16,33 m erneut bei den U20-Balkan-Hallenmeisterschaften in Istanbul und verteidigte auch bei den Freiluftmeisterschaften ebendort mit 15,74 m ihren Titel. Im Jahr darauf siegte sie mit 15,45 m bei den U20-Balkan-Hallenmeisterschaften in Sofia und sicherte sich anschließend mit 16,02 m die Silbermedaille bei den Balkan-Hallenmeisterschaften in Istanbul hinter ihrer Landsfrau Emel Dereli. Mitte Juni siegte sie mit 17,21 m bei den U20-Balkan-Meisterschaften ebendort und daraufhin gewann sie bei den Balkan-Meisterschaften in Smederevo mit 17,02 m die Silbermedaille hinter Dereli. Mitte Juli siegte sie mit einer Weite von 16,80 m bei den U20-Europameisterschaften in Tallinn und sicherte sich dann bei den U20-Weltmeisterschaften in Nairobi mit 16,72 m die Silbermedaille. 2022 siegte sie ein letztes Mal mit 16,57 m bei den Balkan-U20-Hallenmeisterschaften in Belgrad und anschließend mit 17,44 m bei den Balkan-Hallenmeisterschaften in Istanbul. Im August sicherte sie sich bei den U20-Weltmeisterschaften in Cali mit 16,84 m die Silbermedaille und anschließend gewann sie bei den Islamic Solidarity Games in Konya mit 16,87 m die Silbermedaille hinter Landsfrau Dereli. Daraufhin schied sie bei den Europameisterschaften in München mit 15,89 m in der Qualifikationsrunde aus.
2023 erreichte sie bei den U23-Europameisterschaften in Espoo das Finale im Kugelstoßen, brachte dort aber keinen gültigen Versuch zustande. Im Jahr darauf siegte sie mit 16,18 m bei den U23-Mittelmeer-Meisterschaften in Ismailia und kurz darauf gewann sie bei den Balkan-Meisterschaften in Izmir mit 16,52 m die Bronzemedaille hinter ihrer Landsfrau Emel Dereli und Dimitriana Bezede aus Moldau. 2025 verpasste sie bei den U23-Europameisterschaften in Bergen mit 14,93 m erneut den Finaleinzug, ehe sie bei den World University Games in Bochum mit 15,22 m in der Vorrunde ausschied.
In den Jahren 2022 und 2025 wurde Akyol türkische Hallenmeisterin im Kugelstoßen.